# 龙潭海子
龙潭海子也称金官龙潭、九龙潭、翠湖龙潭、三川翠湖，是一个位于中国云南省丽江市永胜县三川镇翠湖村的淡水湖，面积约为1.07平方千米，属于云贵高原区。它的一级流域为长江流域，二级流域为长江干流水系。
龙潭海子地处三川坝（金官盆地）东缘，芮官山麓，系附近泉水汇集而成，湖水向西通过中泥河汇入金沙江支流五郎河。原分上海子和下海子两部分。1955～1957年，对龙潭海子及中泥河进行了围堰和疏浚，下海子成为了农田，上海子被改造为水库，称翠湖龙潭水库，即现在所能看到的水域。